# Джинс, Изабель
Изабель Джинс (англ. Isabel Jeans, 16 сентября 1891 — 4 сентября 1985) — британская актриса.
Родилась в Лондоне в семье искусствоведа.  Её брат Дезмонд Джинс и сестра Урсула Джинс тоже были актёрами. В юности она планировала стать певицей, но в 1908 году, по приглашению Герберта Бирбома Три, дебютировала как актриса на лондонской сцене. В последующие годы её карьера активно развивалась, актриса играла как на Вест-Энде, так и на Бродвее. В 1917 году Джинс впервые появилась на киноэкранах, исполнив свои первые крупные роли в немых фильмах Альфреда Хичкока «По наклонной» (1927) и «Лёгкое поведение» (1928). С 1937 года актриса работала в Голливуде, где снялась в картинах «Товарищ» (1937), «Подозрение» (1941), «Жижи» (1958) и «Дыхание скандала» (1960).
Изабель Джинс дважды была замужем. В 1913 году она вышла замуж за актёра Клода Рейнса, который в 1918 году подал на развод, обвинив жену в измене с Гилбертом Эдвардом Вейкфилдом. На процессе Джинс подтвердила это, и спустя два года вышла замуж за Вейкфилда, с которым оставалась вместе до его смерти в 1963 году. Изабель Джинс умерла в Лондоне в 1985 году в возрасте 93 лет.